# Josef Emler

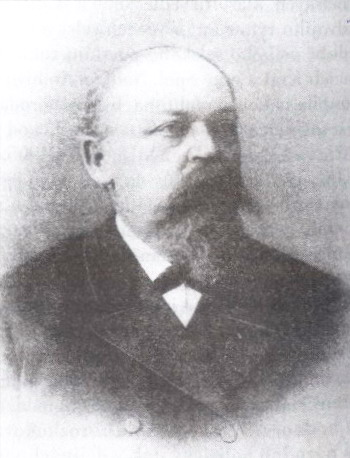
Josef Emler

Josef Emler (ur. 10 stycznia 1836 w Libániu, zm. 10 lutego 1899 w Pradze) – czeski historyk i archiwista na uniwersytecie w Pradze.

## Publikacje
- Rukovět chronologie křesťanské
- Průvodce po radnici staroměstské
- Die Kanzlei der böhmischen Könige Přemysl Ottokars II. und Wenzels II. und die aus derselben hervorgegangenen Formelbücher